# Władysław Zabłocki
Władysław Zabłocki (ur. 3 grudnia 1950) – polski zapaśnik startujący w stylu wolnym, mistrz i reprezentant Polski.

## Kariera sportowa
Był zawodnikiem K.S. „Lotnik” Wrocław, jego największym sukcesem w karierze było mistrzostwo Polski w kategorii 57 kg w 1974. W tej samej kategorii wywalczył 5 m. na Mistrzostwach Europy w Zapasach 1976.
Po zakończeniu kariery sportowej pracował w macierzystym klubie jako trener.